# Mountainburg (Arkansas)
Mountainburg es una ciudad ubicada en el condado de Crawford en el estado estadounidense de Arkansas. En el Censo de 2010 tenía una población de 631 habitantes y una densidad poblacional de 161,56 personas por km².

## Geografía
Mountainburg se encuentra ubicada en las coordenadas 35°38′10″N 94°10′5″O / 35.63611, -94.16806. Según la Oficina del Censo de los Estados Unidos, Mountainburg tiene una superficie total de 3.91 km², de la cual 3.91 km² corresponden a tierra firme y (0%) 0 km² es agua.

## Demografía
Según el censo de 2010, había 631 personas residiendo en Mountainburg. La densidad de población era de 161,56 hab./km². De los 631 habitantes, Mountainburg estaba compuesto por el 95.56% blancos, el 0% eran afroamericanos, el 3.01% eran amerindios, el 0.16% eran asiáticos, el 0% eran isleños del Pacífico, el 0% eran de otras razas y el 1.27% pertenecían a dos o más razas. Del total de la población el 0.48% eran hispanos o latinos de cualquier raza.